# Rytířův pád
Rytířův pád (v anglickém originále Knight Fall) je osmnáctá epizoda z šesté řady amerického lékařského dramatu Dr. House.
Rytíř v zářící zbroji, William, se stane Housovým dalším pacientem. Foreman a Třináctka jdou na renesanční veletrh, aby zjistili příčinu onemocnění.
Mezitím se stane Wilsonovou novou přítelkyní jeho první manželka. House s ní bojuje a snaží se zničit jejich vztah, aby ho ochránil před dalším zraněním.

## Děj
V komunitě středověkých rytířů si královna vybere jednoho z mužů, Williama, aby bojoval za její čest. Po krátkém boji s černým rytířem se muž zhroutí, bělma jeho očí jsou naplněna krví. Muž hrající krále, Miles, vytáhne mobilní telefon a volá sanitku.
Ve Wilsonovo bytu je House zobrazen, jak si bere ibuprofen, přičemž je nahý, když se objeví žena jménem Sam, „bezduchá harpye“, se kterou se nikdy nepotkal. Wilson trvá na tom, že nechce, aby House zasahoval. William si v magnetické rezonanci stěžuje na nevolnost a začne zvracet. Zatímco Foreman a Třináctka odebírají vzorky životního prostředí, v jeho stanu si všimnou kravského oka pokrytého zvratky. Miles vysvětluje, že je to součást stravovacího rituálu, ke kterému nutí rytíře.
Zpět v nemocnici House odmítá jejich teorii otravy jídlem a poznamenává, že nikdo jiný nebyl nemocný. Říká jim, aby provedli test na alergii a mezitím léčili Williama epinefrinem. William dostane srdeční záchvat a na hrudi se mu objeví červené puchýře, což naznačuje alergii na epinefrin. House hledá Cuddyovou, aby s ní promluvil o Wilsonovi. Cuddyová říká Houseovi, aby se do ničeho nezapojoval, i když připouští, že Wilsonův první vztah se Sam skončil pro obě strany velmi špatně. Řekne Houseovi, že by se mu možná nelíbila odpověď, kdyby přiměl Wilsona, aby si vybral mezi ním a Sam.
Mezitím pacient, William, prochází zhoršující se bolestí na hrudi a říká Shannon, aby mu došla pro vodu, aby neviděla, že je v bolesti. Třináctka, poté co to uvidí, konfrontuje Williama s jeho pocity vůči Shannon. Nejprve popírá, že jsou něčím víc než přáteli, ale nakonec William připouští, že je do Shannon zamilován, ale z úcty k jeho čestnému kodexu rytíře nechce přerušit její vztah s jejím snoubencem, Milesem.
House dorazí, aby tým informoval, že puchýře jsou způsobeny škumpou jedovatou, což odvodil z vyrážky, kterou dostal od manipulace s Williamovým mečem. William dostává srdeční zástavu a Chasovi se podaří ho oživit pomocí adrenalinu. Záchvat vylučuje MRSA jako příčinu a tým dochází k závěru, že musí existovat nějaký další environmentální toxin. House má podezření na trichinózu a nařídí biopsii sval.
Wilson a Sam čekají, až House dorazí na plánovanou večeři, aby se mohli lépe poznat. Jsou překvapeni, když vidí, jak House přichází s transgender prostitutkou, Sarah. House je naštvaný, když vidí, jak se Sarah spřátelí se Sam a Wilsonem.
William má náhlou bolest v nohou, což naznačuje na selhání ledvin. House si mne nohu a bere si další ibuprofen, podrážděně jim nařizuje, aby zkontrolovali Williamův byt, navzdory skutečnosti, že William tam nebyl už týdny. Foreman a Taub potvrzují, že Williamova játra jsou plná toho, co se zdá být nádory, ale když je zvětší na skeneru, nemohou je identifikovat, ale nezdá se, že by to byla rakovina. Třináctka a Chase prohledají Williamův byt a najdou v uzamčené místnosti sanctum věnované černé magii. Přinášejí jeho knihy a lektvary zpět do nemocnice, ale potvrzují, že lektvary nejsou toxické. House si všimne, že modely jsou z olova a navrhuje otravu olovem jako diagnózu.
Wilson a Sam se vracejí do bytu, jsou překvapení, když najdou House jak vaří. Vysvětluje, že pro ně připravil večeři, a omlouvá se za to, že přivedl Sarah. Společně mají večeři, ale když Wilson jde do koupelny, House řekne Sam, že je bezcitná potvora, která Wilsonovi vyrvala srdce, a nechce ji nechat, aby mu znovu ublížila. Wilson se vrací z koupelny o House se Sam nadále předstírají, že se mají rádi, takže Wilsonovi zcela uniká vývoj situace.

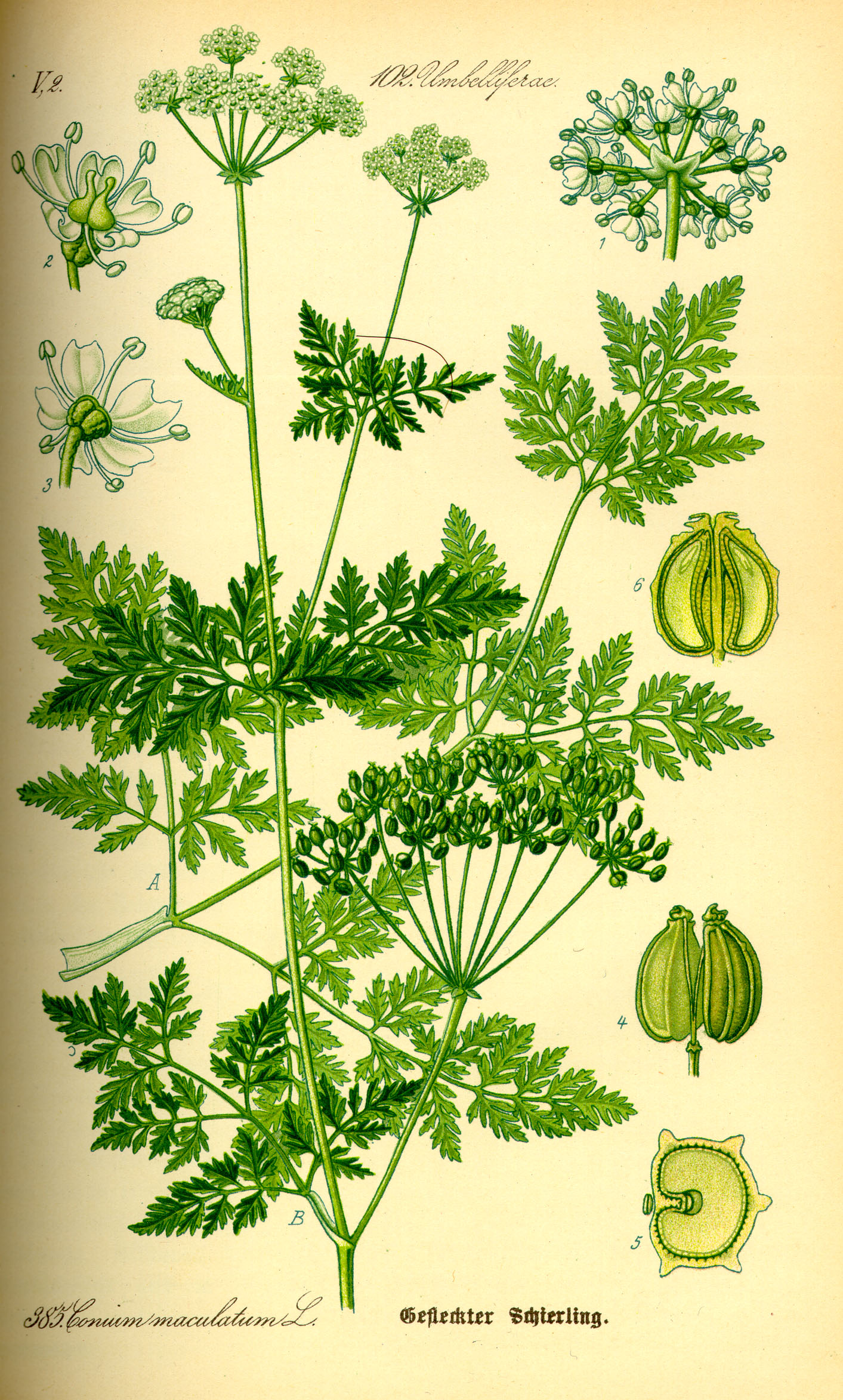
Bolehlav plamatý

Další ráno se House vrací do své kanceláře a tým mu říká, že neexistují žádné důkazy otravy olovem a Williamovo srdce a krevní tlak se zhoršují. Se Třináctkou House zamíří do středověkého areálu. Zjistí, že Třináctka s ním souhlasí ohledně Wilsona, ale předpokládá, že vztah nebude trvat. House říká, že Wilson není jako on nebo Třináctka (ta mu odpoví: „Díky za kompliment.“), Třináctka poukazuje na to, že z Wilsona je skvělý chlap, ale House říká, že to z něj dělá zranitelný cíl. House ucítí něco z lékárny a jde vyšetřovat. House najde bolehlav, jedovatou rostlinu, o které si prodavač myslí, že je divokou mrkví, a potvrzuje, že ji učeň prodal králi Milesovi. Zpět v nemocnici House čelí Milesovi a obviňuje ho, že otrávil Williama. Miles to zpočátku odmítá a poté tvrdí, že si ho koupil pro potravinovou výzvu. Testy potvrzují, že William má otravu bolehlavem, ale Taub poznamenává, že léčba stále nefunguje. William by teď podle něj měl být nyní mrtvý nebo vyléčený. Ať už má cokoli, nejde o intoxikaci bolehlavem.
Lucas přináší House výsledky svého vyšetřování Sam. Říká Housovi, že ve zprávě není nic špatného, ačkoli si nepřečetl poznámky jejího psychiatra. Sam přichází a žádá, House, aby si s ní promluvil. Jakmile Lucas odejde, Sam řekne, že chápe, proč ji House podezdřívá a že by chtěla zjistit, jestli dokáže navázat nový vztah s Wilsonem.
House říká týmu, že léze jsou léze hepatózní hepatózy, které naznačují infekci na jeho srdci, což zase naznačuje zneužívání steroidů. Bolehlav zrychlil otravu steroidy. Třináctka radí Williamovi, aby řekl Shannon, jak se cítí. William vysvětluje, že Miles je skvělý chlap a Shannon s ním bude mít skvělý život. Třináctka odpovídá, že je idiot.
Později House zvažuje přečtení výsledků vyšetřování soukromého detektiva, ale pak je zahodí neotevřené. Pak si vezme další ibuprofen na bolest.

## Diagnózy
- špatné diagnózy: otřes mozku s hematomem, alergická reakce, otrava jídlem, meticilin-rezistentní zlatý stafylokok, tetanus, otrava škumpou jedovatou, infekce klostridiem, trichinelóza, plísňová infekce, rakovina, otrava olovem
- správná diagnóza: užívání anabolických steroidů ovlivněné jedem bolehlavu

## Hudba
- Just the Motion od Richarda a Lindy Thompsonové